# Acruroperla
Acruroperla is een geslacht van steenvliegen uit de familie Austroperlidae. De wetenschappelijke naam van het geslacht is voor het eerst geldig gepubliceerd in 1969 door Illies.

## Soorten
Acruroperla omvat de volgende soorten:
- Acruroperla atra (Šámal, 1921)